# Sandy bridge
Sandy Bridge je razvojno ime za zgradbo mikroprocesorja proizvajalca Intel. Je naslednik zgradbe Nehalem. Razvoj se je začel leta 2005 in temelji na 32 nm proizvodnem procesu. Začetek masovne prodaje je napovedan po sejmu Consumer Electronics Show 2011, ki bo potekal na začetku januarja.

## Podrobnosti
Napovedane lastnosti:
- Velikost silicijeve rezine štiri jedrnega procesorja je približno 225  mm².
- Jedra momogočajo večnitno (Hyper-threading) izvajanje ukazov.
- Hitrost delovanjaod 2,3 do 3,4 GHz za namizno izvedbo, oziroma od 2,2 do 2,7 GHz za prenosno izvedbo. V načinu Turbo boost se lahko hitrost začasno poveča do 3,8 GHz.
- Vsebuje grafično jedro, ki deluje pri hitrosti od 650 MHz do 850 MHz.
- Vsebuje 64 kB prvonivojskega predpomnilnika (Cache) in 256 kB drugonivojskega predpomnilnika za vsako jedro.
- Vsebuje do 8 MB skupnega tretjenivojskega predpomnilnika na internem obročnem vodilu.
- Interno obročno vodilu obsega 256 bitov.
- Povečana prepustnost podatkov med procesorjem in notranjim pomnilnikom povečana na 25,6 GB/s, podpora za DDR3-1600  dvokanalni notranji pomnilnik.
- Skupna poraba moči (TDP) je med 35 in 95 W za namizno izvedbo in med 18 in 55 W za prenosno izvedbo.
- Kasneje naj bi sedanjim 4 jedrnim modelom sledili še 6 in 8 jedrni.

Istočasno z novo zgradbo procesorjev bo na tržišče prišli tudi novi vezni čipi (chip set) P67 in novo podnožje (socket) 1155. Hkrati v laboratoriju nastaja že naslednja generacija zgradbe procesorja z imenom Ivy Bridge.